# Амерлинг, Карел Славомил
Карел Славомил Амерлинг (чеш. Karel Slavoj Amerling; 18 сентября 1807, Клаттау, Австрийская империя (теперь Клатови, Чехия) — 2 ноября 1884, Прага, Австро-Венгрия) — чешский педагог, философ, биолог, писатель
, врач, доктор медицины.

## Биография
Сын богатого булочника. После изучения философии в Венском университете два года проработал домашним учителем. Затем, изучал медицину в Праге, но интересовался также философией, теологией, минералогией и биологией . В 1836 году получил ученую степень и стал секретарём графа А. Штернберка, но был вынужден оставить этот пост из-за болезни. Позже занимался частной врачебной практикой, начал интересоваться различными вопросами образования. Изучал также возможности подготовки учителей для женщин, начал организовывать и проводить образовательные лекции для молодых мастеров, активно способствовал созданию первой чешской промышленной школы в Праге.
В 1840 года основал институт в г. Будеч, который объединил функции нескольких учреждений.
Педагогические взгляды Амерлинга сформировались под влиянием трудов Яна Амоса Коменского.
В 1848 г. возглавил первую чешскую главную школу в Праге, превращенную впоследствии в учебное заведение для подготовки учителей, из которого вышли сотни педагогов-патриотов. Амерлинг разработал проект организации образования в стране, внёс значительный вклад в разработку методики преподавания естествознания. В конце жизни (с 1871 г.) Амерлинг возглавлял первое чешское заведение для умственно отсталых детей, известное далеко за пределами Чехии.

## Избранные публикации
- Slovanka. Sbírka národních pověstí. Květomluva, 1833
- Knížka o hmyzech, neboliž, Naučné vypravování o motýlcích, včelách, chroustech, komářích a jiných, 1836
- Naučení pro lid obecný o domácích jedech a kazijedech, 1841
- O jedovatých rostlinách v Čechách, na Moravě, v Slesku a na Slovensku rostoucích, 1846
- Jedovaté rostliny v Čechách, na Moravě, v Slesku a na Slovensku. Naučení pro lid obecný a zvláště pro školní mládež, 1850
- Krátký popis hornictví s udáním staročeských, dobrých hornických významů, 1850
- Přírodněna česká, popsání všech hornin, kamů, rostlin a živočichů, českou zem obývajících. K užívání všem učitelům národních škol při sestavování přírodoven a na vycházkách, 1851
- Orbis pictus, 1852
- Fauna čili zvířena česká, 1852
- Třicet dílen řemeslnických, 1857
- Dvanáct měsíců v obrazích, 1859
- Biologisch-harmonisches Natursystem, 1864
- Budečské jesličky, 1867
- Gesammelte Aufsätze aus dem Gebiete Naturökonomie und Physiokratie, 1868
- Budoucnost ovocnictví a ovocnářství českého, 1871
- Orientierungs-Lehre oder Diasophie, 1874
- Esentialní, čili podstatné o vychování, 1875
- Der Gott des Christentums als Gegenstand streng wissenschaftlicher Forschung, 1880
- Die Idiotenanstalt des Sct. Anna-Frauen-Vereines in Prag nach ihrem zwölfjährigen Bestande vom J. 1871—1883, 1883;
- Průmysl v Čechách, 1851
- Rostliny v obrazcích k názornému vyučování, 1853